# Bad Neuenahr-Ahrweiler

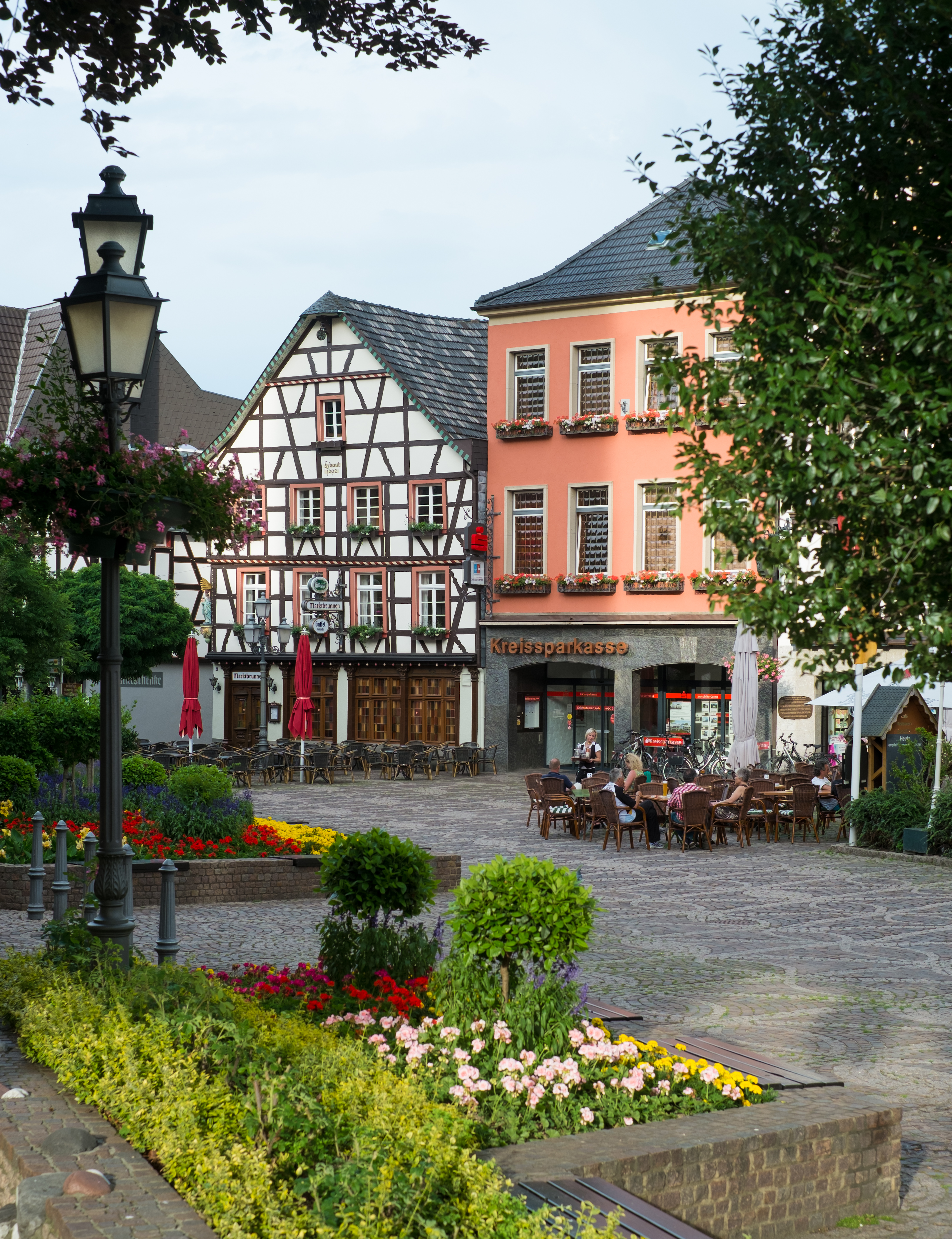
Der Marktplatz in Ahrweiler

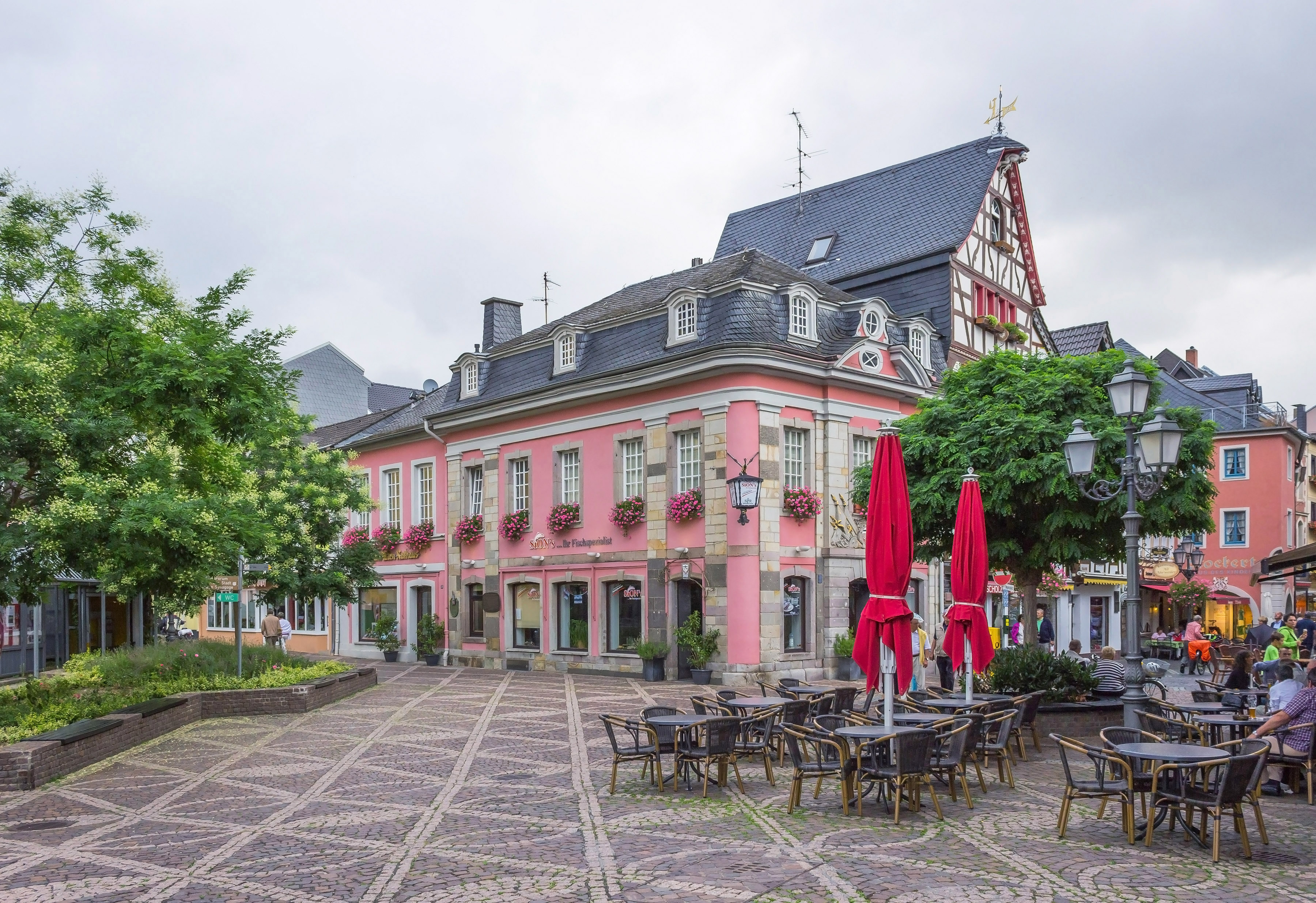
Stadtwache in Ahrweiler, vom Marktplatz aus gesehen

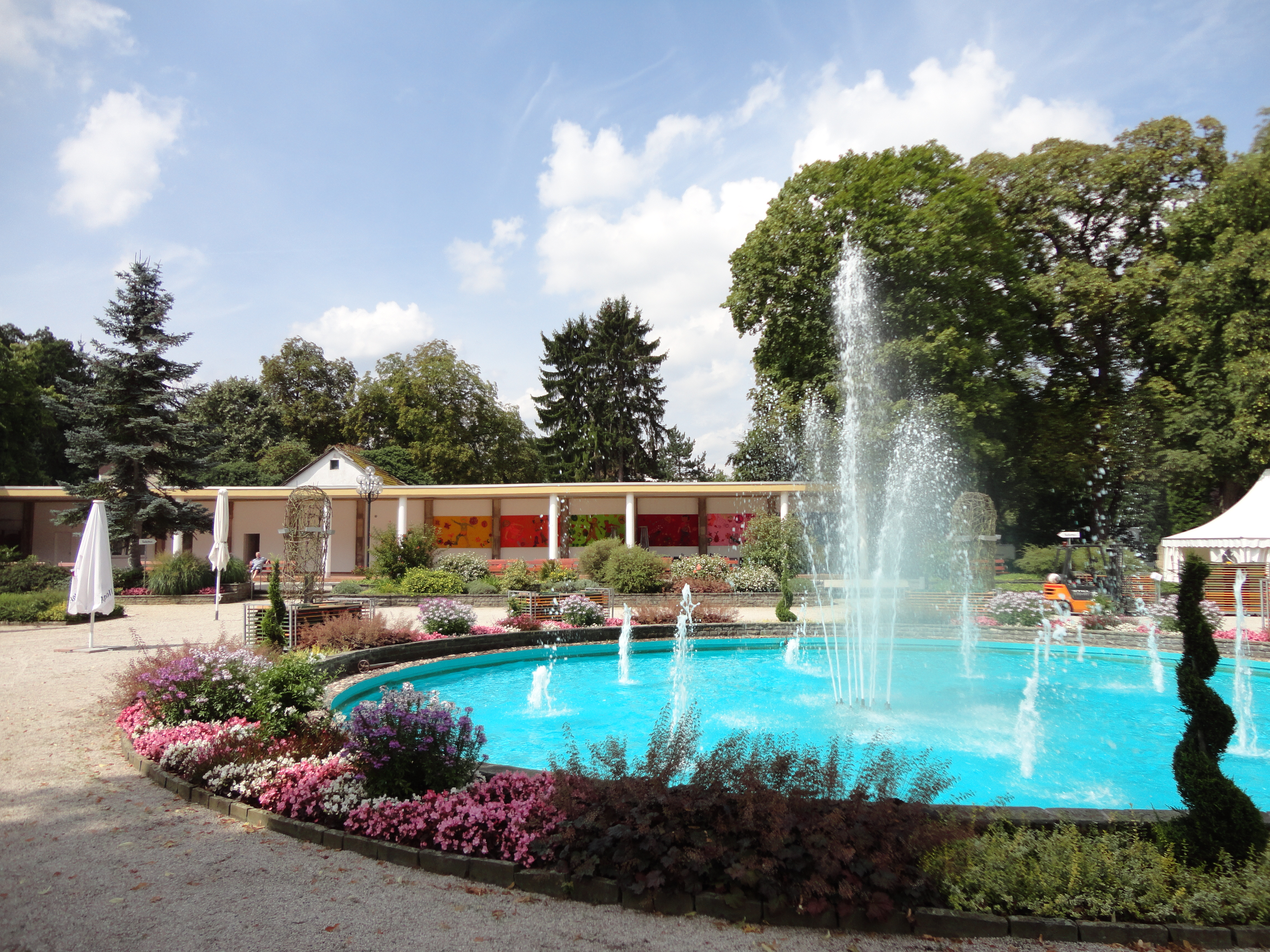
Kurpark in Bad Neuenahr

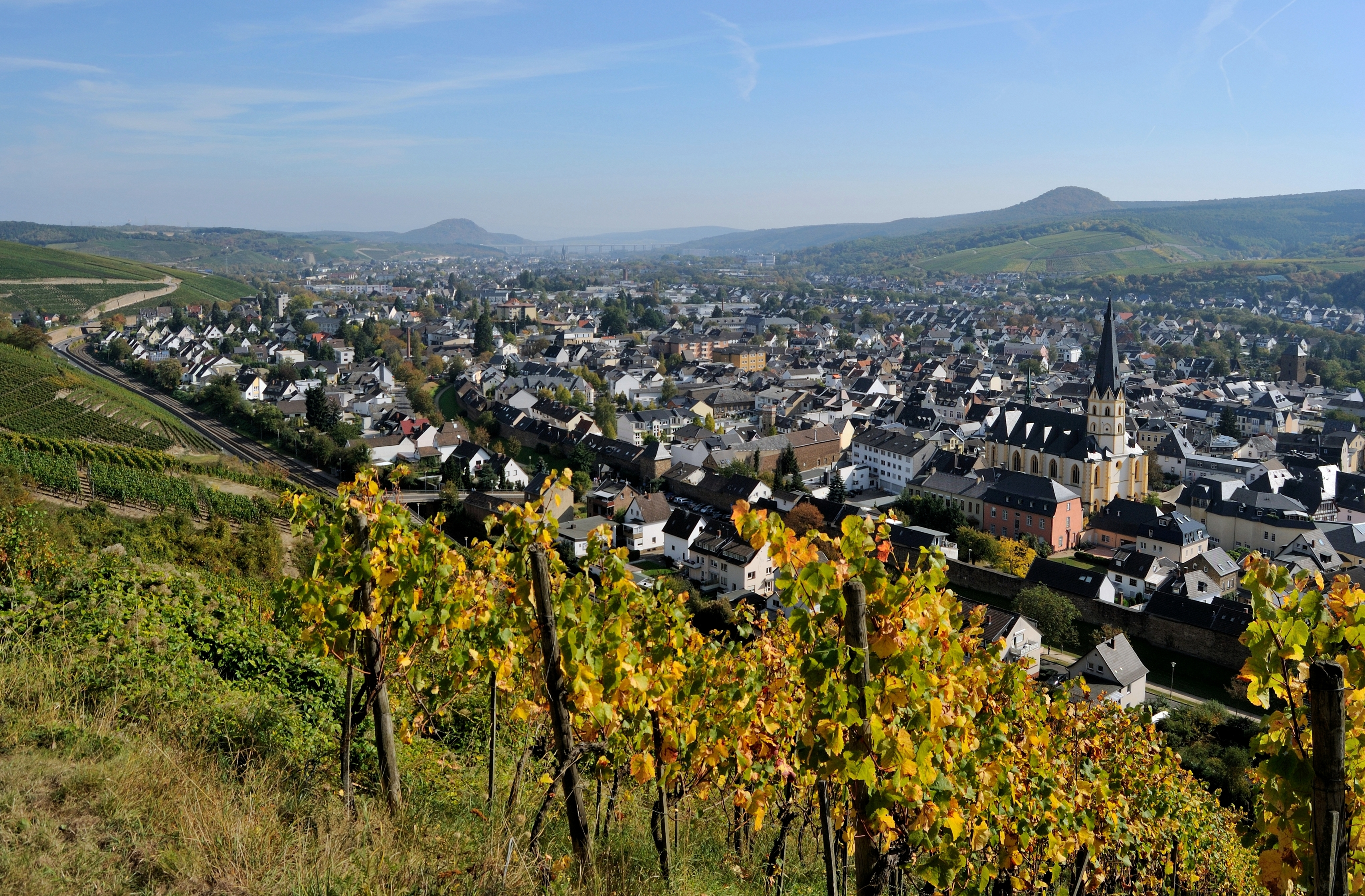
Blick vom Rotweinwanderweg auf die Stadt

Bad Neuenahr-Ahrweiler ist eine verbandsfreie Stadt und Sitz der Kreisverwaltung des Landkreises Ahrweiler im nördlichen Rheinland-Pfalz. Bad Neuenahr-Ahrweiler ist ein staatlich anerkanntes Heilbad und gemäß Landesplanung als Mittelzentrum ausgewiesen.
Die Stadt entstand 1969 durch Zusammenschluss der beiden Nachbarstädte Ahrweiler und Bad Neuenahr sowie der vier Gemeinden Gimmigen, Heimersheim, Kirchdaun und Lohrsdorf der Verbandsgemeinde Bad Neuenahr. 1974 wurde die damalige Ortsgemeinde Ramersbach als südlichster Stadtteil eingemeindet.

## Geographie
Bad Neuenahr-Ahrweiler liegt im Ahrtal im linksrheinischen Teil des Rheinlandes, im Norden von Rheinland-Pfalz, etwa zehn Kilometer von der Landesgrenze zu Nordrhein-Westfalen entfernt. Die nächstgelegenen Großstädte (mindestens 100.000 Einwohner) sind die Bundesstadt Bonn (Luftlinie: 21 Kilometer), Koblenz (40 Kilometer) und Köln (45 Kilometer). Die Stadt ist von Bergen umgeben, die zum Ahrgebirge gehören und an deren Südhängen Weinbau betrieben wird.
Der höchste Berg im Stadtgebiet ist das Häuschen mit 506 m ü. NHN. Weitere Erhebungen sind der südlich gelegene Steckenberg (371 m) und der Neuenahrer Berg (339 m) sowie die östlich die Talerweiterung abschließende Landskrone (272 m). Auf den beiden letztgenannten Bergen standen einst Burgen.

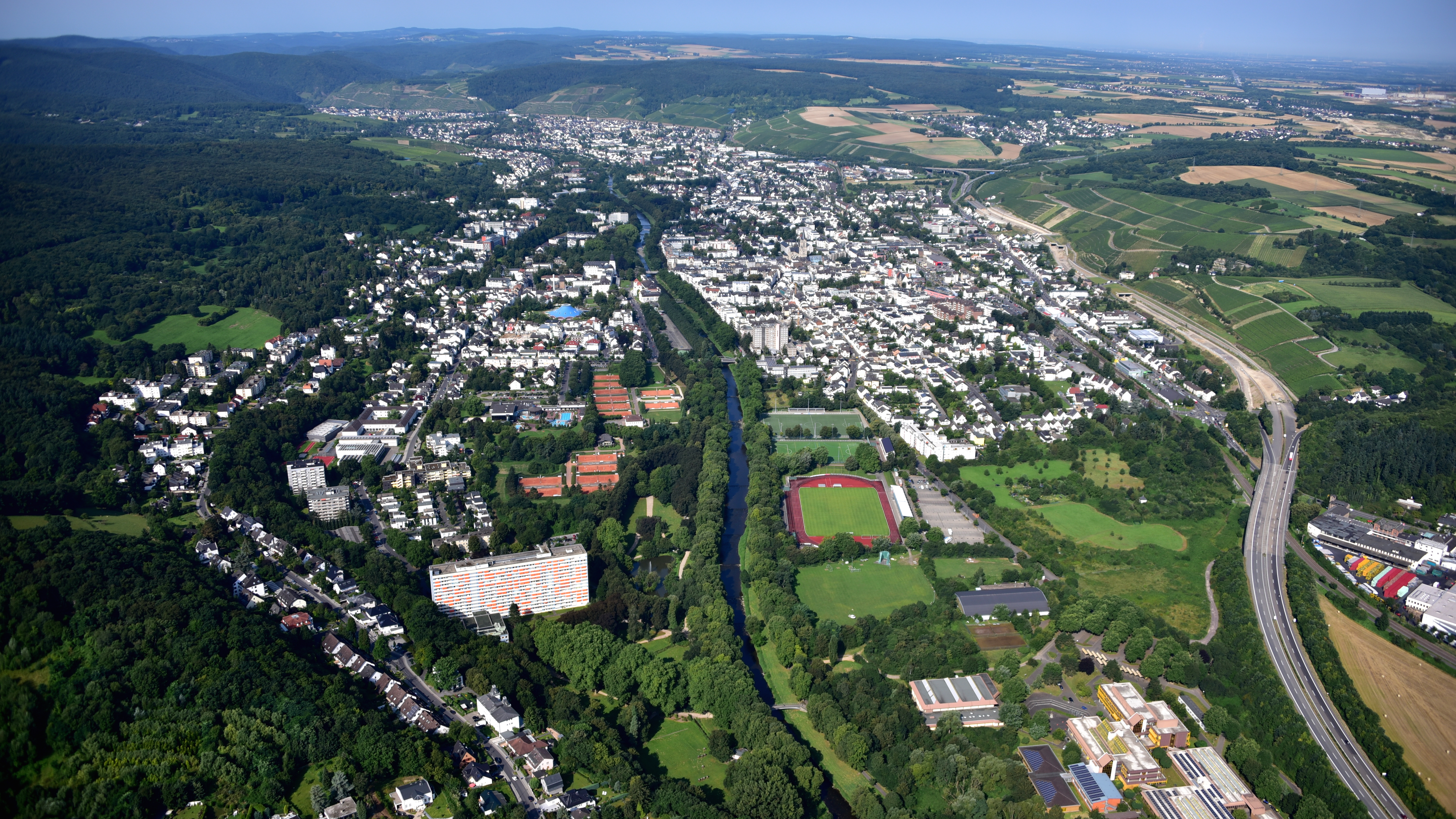
Bad Neuenahr-Ahrweiler, Luftaufnahme (2016)

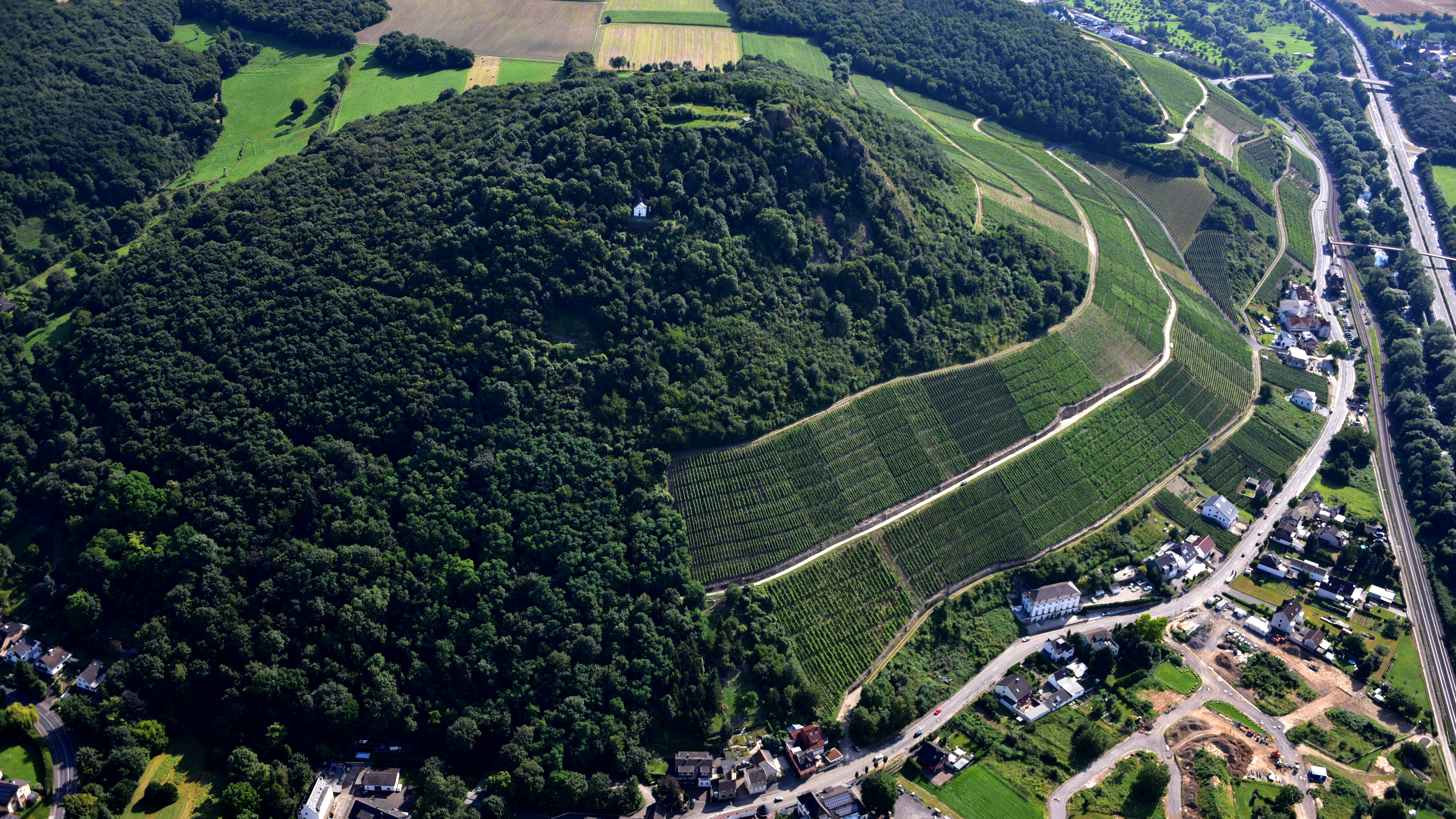
Landskrone, Luftaufnahme (2016)

### Nachbargemeinden
Die Stadt Bad Neuenahr-Ahrweiler grenzt an neun Städte, Gemeinden und Ortsgemeinden.
|                           | Grafschaft   | Remagen    |
| Dernau                    | Kompass      | Sinzig     |
| Rech Kesseling Heckenbach | Schalkenbach | Königsfeld |

### Stadtgliederung
Bad Neuenahr-Ahrweiler ist in Ortsbezirke, die aus einem oder mehreren Stadtteilen bestehen, gegliedert. Die Stadt hat zehn Ortsbezirke mit 13 Stadtteilen. Die Ortsbezirke werden durch Ortsvorsteher und Ortsbeiräte vertreten. Der größte Stadtteil, Bad Neuenahr, wurde 1875 aus drei Gemeinden gebildet, die auch heute noch als Ortsteile verstanden werden.
Die 12 Stadtteile von Bad Neuenahr-Ahrweiler sind: Ahrweiler, Bachem, Bad Neuenahr, Ehlingen, Gimmigen, Green, Heimersheim, Heppingen, Kirchdaun, Lohrsdorf, Ramersbach, Walporzheim. Der Stadtteil Bad Neuenahr wiederum gliedert sich in folgende drei Ortsteile: Beul, Hemmessen, Wadenheim

## Bevölkerung
Wohnhaft in der Stadt Bad Neuenahr-Ahrweiler sind 27.961 Personen (31. Dezember 2024). Die Einwohner verteilen sich auf 14.940 Wohnungen. Mit einer statistischen Bevölkerungsdichte von 441 Einwohnern pro Quadratkilometer ist die Stadt vergleichsweise dicht bevölkert (Deutschland weist eine Bevölkerungsdichte von 233 Einwohnern je Quadratkilometer auf). Der Anteil der weiblichen Bevölkerung übersteigt mit 52,8 Prozent jenen der männlichen mit 47,2 Prozent. Die größten Altersgruppen sind jene der 50- bis 64-Jährigen (22,7 Prozent) und der 65- bis 79-Jährigen (19,8 Prozent). Der Altenquotient (Bevölkerung ab 65 Jahre je 100 der 20- bis unter 65-jährigen Bevölkerung) übersteigt mit 60,7 Prozent den Jugendquotient (Unter 20-Jährige je 100 der 20- bis unter 65-jährigen Bevölkerung) mit 30,0 Prozent. Die Bevölkerung nahm im Jahr 2019 gegenüber dem Vorjahr um 217 Personen (0,8 Prozent) zu, gegenüber dem Jahr 2009 um 1004 Personen (3,7 Prozent) bzw. gegenüber dem Jahr 1999 um 1455 Personen (5,4 Prozent) zu.
In Bad Neuenahr-Ahrweiler gibt es neun Senioren-, Alten- und Pflegeheime, u. a. ein Wohnstift der Augustinum-Gruppe.
Der Ausländeranteil (gemeldete Einwohner ohne deutsche Staatsangehörigkeit) bezifferte sich auf 12,1 Prozent am 31. Dezember 2019.

### Einwohnerstatistik
| Ortsbezirk   | Untergliederung                          | Einwohnerzahl |
| ------------ | ---------------------------------------- | ------------- |
| Ahrweiler    | Stadtteil: Ahrweiler                     | 7.519         |
| Bachem       | Stadtteil: Bachem                        | 1.198         |
| Bad Neuenahr | Ortsteile: Beul, Hemmessen und Wadenheim | 12.888        |
| Gimmigen     | Stadtteil: Gimmigen                      | 748           |
| Heimersheim  | Stadtteile: Heimersheim und Ehlingen     | 3.204         |
| Heppingen    | Stadtteil: Heppingen                     | 899           |
| Kirchdaun    | Stadtteil: Kirchdaun                     | 352           |
| Lohrsdorf    | Stadtteile: Lohrsdorf und Green          | 730           |
| Ramersbach   | Stadtteil: Ramersbach                    | 588           |
| Walporzheim  | Stadtteile: Walporzheim                  | 705           |

Die Entwicklung der Einwohnerzahl von Bad Neuenahr-Ahrweiler bezogen auf das heutige Stadtgebiet; die Werte von 1871 bis 1987 beruhen auf Volkszählungen:
| Bad Neuenahr-Ahrweiler: Einwohnerzahlen von 1815 bis 2023 | Bad Neuenahr-Ahrweiler: Einwohnerzahlen von 1815 bis 2023 | Bad Neuenahr-Ahrweiler: Einwohnerzahlen von 1815 bis 2023 | Bad Neuenahr-Ahrweiler: Einwohnerzahlen von 1815 bis 2023 | Bad Neuenahr-Ahrweiler: Einwohnerzahlen von 1815 bis 2023 |
| --------------------------------------------------------- | --------------------------------------------------------- | --------------------------------------------------------- | --------------------------------------------------------- | --------------------------------------------------------- |
| Jahr                                                      |                                                           |                                                           |                                                           | Einwohner                                                 |
| 1815                                                      | 1815                                                      |                                                           | 5.276                                                     | 5.276                                                     |
| 1835                                                      | 1835                                                      |                                                           | 6.508                                                     | 6.508                                                     |
| 1871                                                      | 1871                                                      |                                                           | 7.328                                                     | 7.328                                                     |
| 1905                                                      | 1905                                                      |                                                           | 12.104                                                    | 12.104                                                    |
| 1939                                                      | 1939                                                      |                                                           | 15.795                                                    | 15.795                                                    |
| 1950                                                      | 1950                                                      |                                                           | 18.091                                                    | 18.091                                                    |
| 1961                                                      | 1961                                                      |                                                           | 21.652                                                    | 21.652                                                    |
| 1970                                                      | 1970                                                      |                                                           | 24.015                                                    | 24.015                                                    |
| 1987                                                      | 1987                                                      |                                                           | 24.608                                                    | 24.608                                                    |
| 1997                                                      | 1997                                                      |                                                           | 26.668                                                    | 26.668                                                    |
| 2005                                                      | 2005                                                      |                                                           | 27.589                                                    | 27.589                                                    |
| 2011                                                      | 2011                                                      |                                                           | 26.946                                                    | 26.946                                                    |
| 2017                                                      | 2017                                                      |                                                           | 28.048                                                    | 28.048                                                    |
| 2023                                                      | 2023                                                      |                                                           | 27.647                                                    | 27.647                                                    |
|                                                           |                                                           |                                                           |                                                           |                                                           |

### Konfessionsstatistik
Mit Stand 30. Juni 2005 waren von den Einwohnern 61,9 % römisch-katholisch, 16,9 % evangelisch und 21,2 % waren konfessionslos oder gehörten einer anderen Glaubensgemeinschaft an. Der Anteil der evangelischen und katholischen Kirchenmitglieder an der Gesamtbevölkerung ist seitdem jährlich um 1 Prozentpunkt gesunken. Ende Juni 2025 waren von den Einwohnern 42,9 % katholisch, 11,0 % evangelisch und 46,1 % waren konfessionslos, machten keine Angabe oder gehörten einer anderen Glaubensgemeinschaft an.

### Christentum
Mehrheitliche Religion in Bad Neuenahr-Ahrweiler ist das römisch-katholische Christentum. Evangelische Christen sind in der Minderheit. Die Landessynode der Evangelischen Kirche im Rheinland tagt jährlich, zumeist im Januar, im Stadtteil Bad Neuenahr.

## Geschichte

### Altertum
Funde aus der Hallstattzeit (1000 bis 500 v. Chr.) zeigen, dass Kelten in der Region ansässig waren und Ackerbau und Viehzucht betrieben. In den Jahren 58 v. Chr. bis 50 v. Chr. wurde der Gallische Krieg geführt, eine Folge daraus war die fast vollständige Vernichtung der autochthonen keltischen Urbevölkerung, die dem Stamm der Eburonen angehörte. Germanische Stammesverbände rückten in die linksrheinischen Gebiete am Mittelrhein ein. Aus dem 1. bis 3. Jahrhundert existieren zahlreiche Funde aus der Römerzeit; unter anderem die Villa Rustica am Silberberg.

### Mittelalter
Anno 893 wurde Ahrweiler erstmals im Prümer Urbar (Güterverzeichnis aus der Benediktinerabtei Prüm) als Arwilre, Arewilre, Arewilere und später Arweiller benannt. Danach besaß die Abtei in Ahrweiler einen Herrenhof mit 24 Hofstellen, 50 Morgen Ackerland und 76 Morgen Weinberge. Das Dorf Wadenheim wurde 992, also knapp einhundert Jahre danach, erstmals genannt, Hemmessen folgte im Jahr 1106. Die erste urkundliche Erwähnung einer Pfarrkirche in Ahrweiler stammt aus dem Jahr 1204, um 1225 wurden die Burg Neuenahr und die Grafschaft Neuenahr (Newenare) durch den Grafen von Are-Nürburg errichtet, das Geschlecht wurde nach der Burg benannt. Zwanzig Jahre darauf ließ König Konrad IV. Ahrweiler durch Burggraf Gerhard von Landskron brandschatzen. Die Ortschaft wurde 1246 an das Erzbistum Köln verschenkt.
Am 2. August 1248 erfolgte die Bestätigung der Stadtrechte den Bürgern Ahrweilers durch Erzbischof Konrad I. von Are-Hochstaden in Are (Altenahr). 1250 begann der Bau der heute noch existierenden Stadtmauer von Ahrweiler, dieser wurde etwa zehn Jahre später abgeschlossen. Um das Jahr 1255 herum wurde Ahrweiler bereits regelmäßig Stadt (lateinisch oppidum = „Stadt“) genannt, erhielt allerdings erst 1320 das Stadtsiegel. Im Jahr 1269 wurde mit dem Bau der St.-Laurentius-Pfarrkirche begonnen, die zu den heute noch wenigen, genutzten Kirchen mit einem „Judensau-Relief“ (Wasserspeier) gehört. Eine Urkunde vom 22. Februar 1277 enthält erstmals den Beleg Ahrweilers als Stadtgemeinde und nennt die Vertreter der kommunalen Selbstverwaltung: Schöffen, Bürger und Gemeinde von Ahrweiler (scabini, burgenses ac universitas in Arwilre).
Spätestens im 13. Jahrhundert leben unter dem Schutz des Kölner Erzbischofs Juden in Ahrweiler. Im Verlauf der Pestpogrome 1348/49 wird die jüdische Gemeinde ausgelöscht; seit 1367/70 sind wieder Juden in der Stadt. Auch eine Mikwe lässt sich nachweisen. Unter den jüdischen Einwohnern der Stadt werden auch Schriftgelehrte genannt.
Die Herzöge von Jülich erhielten 1343 die Grafschaft Neuenahr zum Lehen. Um 1350 wurden erstmals die innerstädtischen Viertel Oberhut, Adenbachhut, Niederhut und Ahrhut genannt. Im Jahr 1352 folgten nach dem Tod des Grafen Wilhelm von Neuenahr schwere Erbstreitigkeiten, da sein Geschlecht in männlicher Linie mit ihm ausstarb. Aus dem Jahr 1365 stammt das älteste erhaltene Stadtsiegel von Ahrweiler. Im Jahre 1366 trat Ahrweiler dem Landfriedensbündnis Maas-Rhein bei, das am 13. Mai 1351 zwischen Erzbischof Wilhelm von Gennep, dem Herzog Johann von Brabant, dessen Sohn Herzog Gottfried von Limburg (* 1347, † 1352) und den Städten Köln und Aachen auf zehn Jahre vereinbart und dann stetig verlängert worden war.
Zu einem Eingriff durch den Erzbischof von Köln Friedrich III. von Saarwerden kam es 1372, die Burg Neuenahr wurde zerstört und Kurköln zum Mitbesitzer der Grafschaft. Zwei Jahre darauf erfolgte die erste Nennung des Dorfes Beul in der Grafschaft Neuenahr. Die Ahrweiler Huten (Ahrhut, Niederhut, Oberhut, Adenbachut), ursprünglich fiskalische Bürgergemeinschaften, wurden 1411 mit Wehraufgaben betraut. Die Abtei Prüm blieb Grundherr von Ahrweiler und bezog erhebliche Weinzinse. Die Pfarrkirche war Eigenkirche der Abtei und wurde im 14. Jahrhundert noch von einem Prümer Konventualen als Ortspfarrer bedient. 1373 kam es darüber zum Streit, der bis vor die Kurie in Rom ging und dort zugunsten der Abtei und ihres Kandidaten entschieden wurde.
Nach dem Tod des Erzbischofs und Kurfürsten Dietrich II. von Moers am 14. Februar 1463 waren nahezu alle Schlösser, Burgen, Ämter und Renten in den Händen von Pfandinhabern. Infolgedessen kam es in Kurköln am 26. März 1463 zur rheinischen Erblandesvereinigung, die vom Erzbischof beschworen werden musste. An ihr beteiligte sich das Kölner Domkapitel, die Grafen, Ritter und die bedeutendsten Städte. Auch die Stadt Ahrweiler besiegelte die Vereinigung. Im Verlauf der Kölner Stiftsfehde (1473–1480) wurde Ahrweiler im April und Mai 1474 durch Truppen des Kölner Erzbischofs Ruprecht von der Pfalz belagert. Mauern und Huten wehrten die Angriffe ab.

### Neuzeit
Aus dem Jahr 1510 stammt die älteste überlieferte Stadtordnung für Ahrweiler. 36 Jahre später, 1546, kam es zur Rückeroberung der Grafschaft Neuenahr durch den Herzog von Jülich; seitdem war die Grafschaft mit dem Herzogtum Jülich als Amt Neuenahr vereint. Auch in Ahrweiler gab es Hexenverfolgungen. Eine erste, überlieferte Aktennotiz deutet auf eine entsprechende Hinrichtung 1501 hin: Do Tryne van Eich verbrant wart, heißt es in der Ratsnotiz. Details überliefert eine für die Jahre 1628/29 überlieferte, ausführliche Generalrechnung was wegen des Hexenwesenß alhi neben den special gerichtlichen rechnunghen so vff jeder persohn gestelt vor Uncosten drufgangen. Die Hinrichtungen fanden danach auf Honenstein hinter dem Kalvarienberg statt. 1629 erreichte die Hexenverfolgung mit der Verbrennung der Frau des Bürgermeisters Stapelberg ihren Höhepunkt. In der besagten Rechnungslegung der Ahrweiler Hexenprozesse sind 26 Personen namentlich aufgeführt, die verbrannt worden waren.
Mit dem Vertrag von Xanten aus dem Jahr 1614 infolge des Jülich-Klevische Erbfolgestreits fiel Neuenahr an das Herzogtum Pfalz-Neuburg. Generalfeldmarschall Wolf Heinrich von Baudissin erzwang 1632 den Einzug in die Stadt, gegen die Entrichtung einer hohen Summe am 11. Dezember kam es zu keinen Plünderungen. Vier Jahre darauf eroberte Bernhard von Sachsen-Weimar Ahrweiler. Nach einer Niederlage der kaiserlichen Truppen in der Schlacht bei Krefeld (Niederrhein) unter General Guillaume de Lamboy am 17. Januar 1642 wurden 2200 Mann zu Fuß und 700 Kavalleristen für vier Monate lang nach Ahrweiler gelegt; es kam zu Plünderungen, Brandschatzungen, Raub, Vergewaltigungen. Im Juli 1646 eroberte der französische General Vicomte de Turenne Ahrweiler. Wieder kam es zu Plünderungen, zu Raub und Mord. Nur zwei Jahre danach forderte die Pest mehr Menschenleben als zuvor der Dreißigjährige Krieg.
Die Bürgermeisterei Neuenahr fiel mit Jülich-Berg 1685 an die Kurpfalz. Im Pfälzischen Erbfolgekrieg besetzten französische Truppen am 7. September 1688 Ahrweiler. Bei ihrem Rückzug unter General François d’Escoubleau setzten die Franzosen die Stadt am 1. Mai 1689 in Brand; Ahrweiler wurde bis auf zehn Häuser niedergebrannt.
Bis Ende des 18. Jahrhunderts gehörte das heutige Stadtgebiet zu verschiedenen Territorien:
- Ahrweiler war eine kurkölnische Vogtei, zu der auch Bachem, Marienthal und Walporzheim gehörten
- Bad Neuenahr (Wadenheim mit Beul und Hemmessen) und Ramersbach gehörten zum Herzogtum Jülich (Amt Neuenahr)
- Heimersheim, Heppingen und Ehlingen gehörte ebenfalls zum Herzogtum Jülich (Amt Sinzig-Remagen)
- Lohrsdorf mit Green gehörte zur Herrschaft Landskron
- Gimmigen und Kirchdaun waren im gemeinschaftlichen Besitz der Herzöge von Jülich und der Herren der Landskron; der jülichische Teil unterstand dem Amt Sinzig-Remagen.

Im Jahr 1794 wurde das gesamte Linke Rheinufer im ersten Koalitionskrieg von französischen Revolutionstruppen besetzt. Von 1798 bis 1814 gehörte das heutige Stadtgebiet zum Rhein-Mosel-Departement (französisch Département de Rhin-et-Moselle), Ahrweiler wurde Hauptort (chef-lieu) des gleichnamigen Kantons, die übrigen heutigen Stadtteile gehörten zum Kanton Remagen.
Anfang des Jahres 1814 endete die französische Herrschaft in den linksrheinischen Gebieten. Das vorherige Rhein-Mosel-Departement wurde vorläufig dem Generalgouvernement Mittelrhein zugeordnet. Aufgrund der auf dem Wiener Kongress getroffenen Vereinbarungen kam die Region 1815 zum Königreich Preußen. Unter der preußischen Verwaltung kam das heutige Stadtgebiet 1816 zum neu errichteten Kreis Ahrweiler im Regierungsbezirk Koblenz, der Teil der Provinz Großherzogtum Niederrhein und von 1822 an Teil der Rheinprovinz war. Das heutige Stadtgebiet wurde von der Bürgermeisterei Ahrweiler verwaltet, Ramersbach gehörte zur Bürgermeisterei Königsfeld. Die Stadt Ahrweiler schied 1857 aus dem Bürgermeistereiverband aus und bildete einen eigenen städtischen Verwaltungsbezirk.
Der Straßentunnel bei Altenahr wurde 1834 eröffnet, damit begann der Fremdenverkehr. Etwa 20 Jahre darauf – 1852 – wurde der Apollinarisbrunnen erbohrt. Im Jahr 1856 wurden die Heilquellen erschlossen und zwei Jahre später ein Heilbad in Wadenheim gegründet.
Im Jahre 1875 erfolgte die Zusammenlegung der Orte Wadenheim, Hemmessen und Beul zur Gemeinde Neuenahr (hergeleitet aus dem Namen der ehemaligen Burg und Grafschaft). Die Bürgermeisterei Ahrweiler-Land wurde in Bürgermeisterei Neuenahr umbenannt, der Sitz des Bürgermeisters und der Verwaltung wurde von Ahrweiler nach Wadenheim verlegt. Die Ahrtalbahn von Remagen bis Ahrweiler wurde 1880 eröffnet (1886 führte sie bis Altenahr, 1888 bis Adenau und 1910 begann der zweigleisige Ausbau). Von 1906 bis 1917 verkehrte außerdem die Elektrische gleislose Bahn Ahrweiler in der Stadt, ein früher Oberleitungsbus-Betrieb. Zwischen 1899 und 1901 wurden das Thermal-Badehaus, der Ostbau, das Kurhotel und das Kurhaus gebaut.
Im Jahre 1908 wurde das Ahrgau-Museum durch Peter Joerres gegründet. Das Ahrhochwasser forderte 1910 mehrere Menschenleben. Am 30. Juli 1912 starb Kardinal-Erzbischof Antonius Fischer während einer Kur. Am 5. Juli 1927 genehmigte das Preußische Staatsministerium das Wappen des Kreises Ahrweiler. Im selben Jahr wurde der Heilcharakter der Quellen anerkannt – Neuenahr wurde Bad Neuenahr.

### Nationalsozialismus im Kreis Ahrweiler
Ab Mitte der 1930er hatte die NSDAP auch im Landkreis Ahrweiler großen Zulauf. 1933 lebten 31 jüdische Einwohner (zehn Familien) in Ahrweiler sowie 96 jüdische Einwohner in Bad Neuenahr. Im Verlauf der Novemberpogrome 1938 wurden die Synagoge in Ahrweiler sowie noch bestehende jüdische Geschäfte im heutigen Stadtgebiet verwüstet. Die Synagoge in Bad Neuenahr wurde ebenfalls verwüstet und anschließend niedergebrannt. Sie stand in der Tempelstraße, welche am 20. Dezember 1938, auf Antrag des Ortsgruppenleiters Thür, in Wadenheimer Straße umbenannt wurde. 1942 erfolgte die Deportation der letzten jüdischen Einwohner in Vernichtungslager. In den Jahren 2012 bis 2015 wurden zu deren Gedenken 72 Stolpersteine in drei Stadtteilen verlegt.
In Marienthal in Ahrweiler existierte ein Zwangsarbeitslager, das KZ-Außenlager Rebstock, in den Raketen Montagewerkstätten der ehemaligen Eisenbahntunnel, mit etwa 1.500 Zwangsarbeitern, als Außenstelle des KZ Buchenwald. Es wurden zudem Häftlinge aus Konzentrationslagern zur Zwangsarbeit bei den
Apollinarisbrunnen in Bad Neuenahr und der hiermit verbundenen Glasfabrik in Niederbreisig beschäftigt.
Die meisten Anwohner wussten von dem Lager zumal es in der Region viele Nutznießer des NS-Regimes gab, die von dem Lager profitierten, wie die Baufirma Fix.
Während des Zweiten Weltkriegs kam es in den letzten beiden Kriegsjahren zu schweren Kriegsschäden durch alliierte Bombenangriffe auf Ahrweiler, dabei wurden 126 Häuser insbesondere in der unteren Ahrhutstraße, Schützbahn und Blankenheimer Hof zerstört. Im nahe gelegenen Silberbergtunnel suchten die Bewohner Schutz vor den Luftangriffen.
Nach Kriegsende 1945 und der anschließenden Entnazifizierung im Kreis Ahrweiler zeigte sich das Bürgertum des Landkreises weitgehend resistent gegenüber Gedanken der Sühne oder Wiedergutmachung. Noch 1985 gab es Vorschläge aus dem Kreis der Bevölkerung, den früheren Landrat des Kreises Ahrweiler Peter Simmer (NSDAP) in die Ahnengalerie im Kreishaus Ahrweiler aufzunehmen, wogegen sich die SPD-Fraktion des Kreistags aussprach.

### Nachkriegszeit
Das heutige Stadtgebiet wurde nach dem Krieg innerhalb der französischen Besatzungszone Teil des damals neu gebildeten Landes Rheinland-Pfalz. Im Jahr 1951 wurde Bad Neuenahr zur Stadt erhoben.
1953 wurde die Bundesschule der Bundesanstalt Technisches Hilfswerk im Stadtteil Marienthal eingerichtet. Im Jahr 1971 wurde die THW-Bundesschule in die Katastrophenschutzschule des Bundes, heute Bundesakademie für Bevölkerungsschutz und Zivile Verteidigung, umgewandelt. Bei Bauarbeiten an der Bundesstraße 267 wurde 1980 eine Römervilla entdeckt. Zwischen 1991 und 1993 wurden die Ahrthermen gebaut. 1995 kam es zum Kompromiss von Bad Neuenahr: Es wurde eine historische Einigung zwischen den deutschen Länderregierungen zu einem neuen Rundfunkstaatsvertrag erzielt. Die Europäische Akademie Bad Neuenahr-Ahrweiler zur Erforschung von Folgen wissenschaftlich-technischer Entwicklungen (Technikfolgenabschätzung) wurde 1996 gegründet, im selben Jahr wurde die Akademie für Notfallplanung und Zivilschutz (AkNZ) – seit 2002 Akademie für Krisenmanagement, Notfallplanung und Zivilschutz (AKNZ) und seit März 2021 Bundesakademie für Bevölkerungsschutz und Zivile Verteidigung (BABZ) – eingerichtet.
Beim schweren Hochwasser im Juli 2021 wurden allein in Bad Neuenahr-Ahrweiler 69 Menschen getötet. Es kam zu erheblichen Schäden an Infrastruktur und Wohngebäuden. So wurden mit einer Ausnahme alle Ahr-Brücken der Stadt – darunter die Casinobrücke und die Kurgartenbrücke – zerstört bzw. stark beschädigt. Uferbereiche wurden mitgerissen, so dass auch angrenzende Straßen beschädigt wurden. Zu schweren Beschädigungen kam es an der Spielbank, dem Thermalbadehaus, dem Saunagarten der Ahr-Thermen, dem Kurgarten, dem Dahliengarten und mehreren Hotels. Der Friedhof am Ahrtor wurde teilweise zerstört.

### Zusammenschluss
Die heutige Stadt Bad Neuenahr-Ahrweiler entstand in Form einer Neubildung am 7. Juni 1969 aus den beiden Städten Ahrweiler und Bad Neuenahr und den Gemeinden Gimmigen, Heimersheim, Kirchdaun und Lohrsdorf (Verbandsgemeinde Bad Neuenahr). Die Gemeinde Ramersbach wurde am 16. März 1974 eingemeindet. Seit dem 1. Januar 2024 gehört der zuvor geteilte Ortsteil Marienthal vollständig zur Ortsgemeinde Dernau und ist nicht mehr Teil der Stadt.

## Politik

### Haushalt
Gemäß dem Entwurf des Haushaltsplans 2024 der Stadt Bad Neuenahr-Ahrweiler sieht der Ergebnishaushalt Erträge (Einnahmen) in Höhe von 95,2 Mio. Euro und Aufwendungen (Ausgaben) in Höhe von 102,5 Mio. Euro vor. Der Jahresfehlbetrag im Jahr 2024 würde damit auf 7,3 Mio. Euro steigen (Ansatz 2023: 11,4 Mio. Euro; Ansatz 2022: 7,7 Mio. Euro). Das voraussichtliche Eigenkapital der Stadt beträgt 126,2 Mio. Euro am 31. Dezember 2022 und 115,3 Mio. Euro am 31. Dezember 2023. Für den Stichtag 31. Dezember 2024 wird eine Höhe von 107,9 Mio. Euro prognostiziert.
Der Haushaltsplan 2024 sieht (rechnerisch) 367,60 Stellen für das städtische Personal vor, davon 47,00 Beamte und 320,60 Arbeitnehmer (Tarifbeschäftigte). Im Haushaltsjahr 2023 waren es insgesamt 346,55 Stellen, von denen am 30. Juni des Jahres 292,90 tatsächlich besetzt waren.
Die Steuersätze für die Gemeindesteuern hat die Stadt Bad Neuenahr-Ahrweiler gemäß dem Haushaltsplan 2024 wie folgt festgesetzt (in Klammern die Werte bis 2022):
- Grundsteuer A in Höhe von 345 Prozent (300 Prozent)
- Grundsteuer B in Höhe von 465 Prozent (410 Prozent)
- Gewerbesteuer in Höhe von 380 Prozent (380 Prozent)

### Stadtrat
Der Stadtrat in Bad Neuenahr-Ahrweiler besteht aus 36 ehrenamtlichen Ratsmitgliedern, die bei der Kommunalwahl am 9. Juni 2024 in einer personalisierten Verhältniswahl gewählt wurden, und dem vorsitzenden Bürgermeister.
| Wahl | SPD | CDU | AfD | Grüne | FDP | Linke | FWG 1 | WG 2 | Sitze gesamt |
| ---- | --- | --- | --- | ----- | --- | ----- | ----- | ---- | ------------ |
| 2024 | 5   | 15  | 2   | 5     | 2   | 1     | 6     | –    | 36           |
| 2019 | 5   | 15  | 1   | 7     | 2   | 1     | 4     | 1    | 36           |
| 2014 | 7   | 17  | –   | 4     | 1   | 1     | 4     | 2    | 36           |
| 2009 | 6   | 17  | –   | 4     | 3   | –     | 5     | 1    | 36           |
| 2004 | 7   | 20  | –   | 3     | 2   | –     | 4     | –    | 36           |

### Bürgermeister
- 1969–1993: Rudolf Weltken (CDU)
- 1994–2002: Edmund Flohe (CDU)
- 2002–2010: Hans-Ulrich Tappe (CDU)
- seit 2010: Guido Orthen (CDU)

Der Volljurist Guido Orthen trat sein Amt am 1. August 2010 an, er war zuvor im April 2010 im ersten Wahlgang gegen fünf weitere Kandidaten gewählt worden. Bei der Direktwahl am 12. November 2017 wurde er mit einem Stimmenanteil von 84,4 Prozent für weitere acht Jahre in seinem Amt bestätigt.

### Hoheitszeichen
Als Hoheitszeichen führt die Stadt Bad Neuenahr-Ahrweiler ein Dienstsiegel, ein Wappen und eine Flagge.

Bannerflagge

| Wappen der Stadt Bad Neuenahr-Ahrweiler | Blasonierung: „Schild von Rot und Gold gespalten, in Schildfuß belegt mit einer Krone in verwechselten Farben, vorne silberner Adler, hinten schwarzer, rotgezungter und -bewehrter Löwe“ |
| Wappen der Stadt Bad Neuenahr-Ahrweiler | Wappenbegründung: Das Wappen wurde am 15. Oktober 1971 von der Bezirksregierung Koblenz genehmigt. Der Adler weist auf die Grafen von Are hin, die von 1100 bis 1246 Landesherren von Ahrweiler waren. Der Löwe steht für die Herrschaft der Herzöge von Jülich (bis 1614). Die Krone (deutsche Kaiserkrone) ist ein Hinweis auf die Herrschaft Landskron, zu der die Stadtteile Heimersheim, Heppingen, Gimmigen, Kirchdaun und Lohrsdorf gehörten. |

Beschreibung der Bannerflagge: „Das Banner ist gelb-rot längsgestreift mit dem aufgelegten Wappen oberhalb der Mitte.“

### Städtepartnerschaft
Bad Neuenahr-Ahrweiler unterhält seit 1988 eine Partnerschaft mit der belgischen Gemeinde Brasschaat in der Flämischen Region.

### Trivia
Bei der Bundestagswahl 2021 hatte einer der zwei Wahlbezirke von Bad Neuenahr-Ahrweiler die bundesweit meisten Wähler (2056).

## Wirtschaft und Verkehr

### Wirtschaft
Bad Neuenahr-Ahrweiler ist ein Kurort mit kohlensäurehaltigen Natronthermen an der Apollinarisquelle, erheblich geprägt vom Weinbau und mit 284 Hektar bestockter Rebfläche größte Weinbaugemeinde der Ahr. Es werden hauptsächlich Rotweinreben angepflanzt.

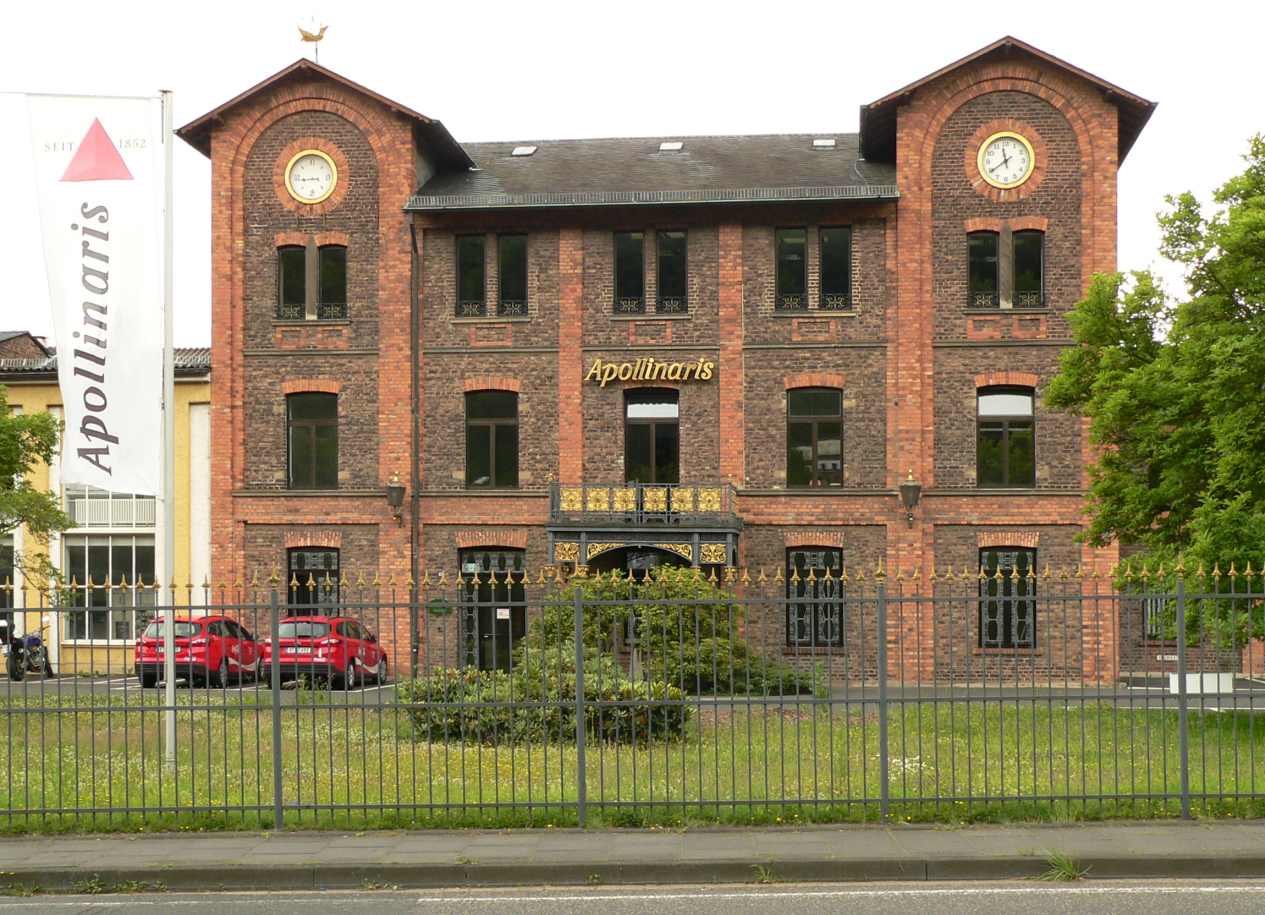
Apollinaris-Unternehmenssitz in Bad Neuenahr

Des Weiteren steuern Industriebetriebe wie die Ahrtal-Werke, Apollinaris (Coca-Cola), ZF Sachs (ehemals Boge) und J. M. Schmitt ihren Teil zur wirtschaftlichen Stabilität des Ortes bei. Daneben war die Bundeswehr mit der Abteilung V des Heeresamtes, später Materialamt des Heeres bzw. Logistikzentrum des Heeres, in der „Ahrtal-Kaserne“ bis Ende des Jahres 2012 einer der großen Arbeitgeber. Das Kasernengelände wurde von der Sprengnetter-Gruppe (Immobilienbewertung GmbH) gekauft und soll als Firmensitz und Akademie ausgebaut werden.
Von 1983 bis 1996 wurde zudem die ehemalige Kurklinik Ahrblick als Sitz des Amtes für Nachrichtenwesen der Bundeswehr verwendet, welches danach nach Grafschaft verlegt wurde.
Das Deutsche Rote Kreuz betreibt ein Fachkrankenhaus für Kinder- und Jugendpsychotherapie.
Der Tourismus ist für die Mittelstadt ein weiterer wichtiger Wirtschaftszweig. Im Jahr 2015 wurden knapp 237.000 Gäste in rund 200 Beherbergungsbetrieben gezählt. Vor allem Bad Neuenahr, als eines der wenigen privat geführten Heilbäder in Deutschland, steht mit seinen Kliniken und Hotels für zahlreiche Arbeitsplätze, ergänzt durch Ahrweiler mit seinem mittelalterlichen Altstadtkern, ist es ein beliebtes Ausflugs- und Urlaubsziel für Touristen. Das Restaurant Zur Alten Post von Hans Stefan Steinheuer im Stadtteil Heppingen zählt mit zwei Michelin-Sternen zu den zehn besten in Deutschland. Die Bad Neuenahrer Ahr-Thermen mit den weltberühmten Quellen werden zu den schönsten Thermal-Badelandschaften Europas gezählt.
Zahlreiche Kur- und Wanderwege bieten Strecken unterschiedlicher Schwierigkeitsgrade. So der Rotweinwanderweg, der Ahrsteig, der Ahr-Radweg und diverse Rundwanderstrecken.
Im Stadtgebiet sind insgesamt 19.210 Beschäftigte sozialversicherungspflichtig, davon 10.446 Beschäftigte am Arbeitsort und 8764 am Wohnort (30. Juni 2015). Von den sozialversicherungspflichtigen Beschäftigten sind 6203 Ein- und 4523 Auspendler.

### Verkehr

#### Luftverkehr
Der Flugplatz Bad Neuenahr-Ahrweiler liegt unmittelbar nördlich der Stadt und ist als Sonderlandeplatz zugelassen. Die befestigte Start- und Landebahn hat eine Länge von 500 Metern. Der Flugbetrieb ist zugelassen für Flugzeuge bis zu zwei Tonnen Höchstgewicht, Hubschrauber, Motorsegler, Segelflugzeuge, Ultraleichtflugzeuge und Luftsportgeräte sowie Ballone. Der Platz unterliegt einer PPR-Regelung, bei der eine vorherige Genehmigung erforderlich ist, und ist bei Sichtflug-Wetterbedingungen anfliegbar.

#### Schienenverkehr
Das Stadtgebiet ist an den öffentlichen Personennahverkehr (ÖPNV) durch ihre fünf Bahnhöfe bzw. Haltepunkte gut erschlossen. Die Bahnhöfe Bad Neuenahr und Ahrweiler sowie die Haltepunkte Heimersheim, Ahrweiler Markt (nahe der historischen Innenstadt von Ahrweiler) und Walporzheim liegen an der Unteren Ahrtalbahn (KBS 477) Remagen–Ahrbrück. Zudem ist ein weiterer Bahnhaltepunkt Bad Neuenahr Mitte in Planung. Im Schienenpersonennahverkehr (SPNV) verbindet die „Rhein-Ahr-Bahn“ (RB 30) Bonn Hauptbahnhof mit Ahrbrück im Stundentakt sowie die „Ahrtalbahn“ (RB 39) Remagen mit Dernau im Stundentakt. Durch das Hochwasser im Juli 2021 wurde die Infrastruktur der Bahnstrecke im Ahrtal massiv beschädigt, sodass zunächst keine Züge mehr verkehren konnten. Seit 8. November 2021 verkehren die Züge wieder stündlich bis Ahrweiler, seit 12. Dezember 2021 zunächst stündlich und seit 27. Juni 2022 halbstündlich bis Walporzheim. Mit dem Fahrplanwechsel am 15. Dezember 2024 wird der bisherige Haltepunkt Heimersheim außer Betrieb genommen und zurückgebaut, um die Engstelle an der Ahr zu entschärfen. Als Ersatz wurde im Ortsteil Lohrsdorf der neue Haltepunkt Heimersheim/Lohrsdorf errichtet.

#### Straßen
An das Fernstraßennetz ist Bad Neuenahr-Ahrweiler über die Autobahnzubringer 571 und 573 an die Bundesautobahn 61 angeschlossen.
Zwischen Bad Neuenahr und Ahrweiler verkehrt eine Wegebahn namens Ahrtal-Express.
Von 1906 bis 1917 verbanden die Oberleitungsbusse der Elektrischen gleislosen Bahn Ahrweiler die Kernstadt von Ahrweiler mit dem Stadtteil Walporzheim sowie mit den Neuenahrer Ortsteilen Hemmessen und Wadenheim.

## Sehenswürdigkeiten, Veranstaltungen, Bildung und Freizeit

### Stadtbild
Im Stadtteil Ahrweiler befindet sich die Römervilla, in welcher ein Herrenhaus aus der Römerzeit des 2. bis 3. Jahrhunderts freigelegt und untergebracht ist. Das Herrenhaus ist, nebst großem Badetrakt, sehr gut erhalten, wodurch potenzielle Besucher einen sehr plastischen Einblick in die gehobene römische Wohnlebensweise erhalten können. In Ahrweiler selbst gibt es viele prächtige, aufwändig restaurierte Fachwerkhäuser und eine gut erhaltene mittelalterliche Stadtmauer mit teilweise noch vorhandenem Graben. Alle vier Stadttore, Ober-, Walporzheimer oder Gisemer Tor, Nieder- oder Rheintor, Adenbach- oder Winzertor und Ahrtor sind erhalten. Die Tore sind sehr unterschiedlich gebaut, zwei sind Doppelturmtore (Ahrtor, Niedertor), zwei Dreimauertore (an der Stadtseite offene, portallose Tore). Das Obertor wurde 1500 auf der offenen Stadtseite mit einer vierten Mauer versehen, hat seitdem zwei Portale. Das Adenbachtor – benannt nach dem wüst gefallenen Flecken Adenbach – wurde erst 1974 nach 285 Jahren wiederhergestellt. Von den drei mittelalterlichen Wohntürmen sind nur der Weiße Turm, der seit dem 17. Jahrhundert statt des gotischen Helms eine oftmals erneuerte barocke Haube hat, und der Kolwenturm (Colventurm, oftmals umgebaut) am Adenbachtor erhalten (heute Burgrestaurant Adenbach). Der Schenkenturm nahe dem Obertor (auch Kautenturm, Runder Turm, Roter Turm) wurde 1811 abgerissen. Weiterhin sind zwei der sieben mittelalterlichen Adelshöfe, der (große) Blankartshof (vormals Fischenicher Hof) und der Deutsche Hof, dazu zwei Klosterhöfe erhalten: der Prümer Hof und der Rodderhof. Nicht mehr existent sind die Adelshöfe Dalwigkscher Hof (vor dem Adenbachtor), Ehrensteiner Hof (neben dem Prümer Hof), Gymnicher Hof (Weinanbaugebiet), Kolwehof (nahe Adenbachtor) und der Eltzer Hof (ehemaliger (kleiner) Blankartshof) am Ahrtor.
Der Stadtteil Bad Neuenahr ist eine bekannte Kurstadt mit zugehörigen beachtenswerten Kuranlagen und Kureinrichtungen, so den Ahrthermen und dem Kurhaus (erbaut 1903–1905), das lange Zeit das Spielcasino beherbergte. Zahlreiche Villen und Kurhotels, unter anderem auch das ehemalige kaiserliche Postamt, nach dem die Poststraße benannt ist, zeugen noch von der Blütezeit des Bades zu Ende des 19. und in der ersten Hälfte des 20. Jahrhunderts. Ursprünglich bildete sich Bad Neuenahr aus den Orten Beul, Wadenheim und Hemmessen. Einzelne Bauobjekte, wie Kapellen, die Rentmeisterei oder Fachwerkhäuser geben von deren Geschichte noch Zeugnis.
Südlich Neuenahrs finden sich auf dem Neuenahrer Berg noch Reste der namengebenden Burg der Grafen von Neuenahr (zerstört 1372). An ihrer Stelle wurde 1972 ein 15 Meter hoher Aussichtsturm errichtet, der im Volksmund Langer Köbes genannt wird. Auf dem südlich von Bad Neuenahr gelegenen Steckenberg steht ein weiterer Aussichtsturm, der erstmals 1914, später 1959 neu errichtete steinerne Steckenbergturm.
Die auf der rechten Ahrseite oberhalb der Rentei stehende Willibrorduskirche war die Wadenheimer-Pfarrkirche. Sie stammt in Teilen aus der Spätromantik. 1899 bis 1901 wurde in Wadenheim die Rosenkranz-Basilika des Architekten August Menken errichtet, ihr 60 Meter hoher Turm beeinflusst das Stadtbild. Die Kapelle in Hemmessen (St. Sebastian) wurde 1869 an Stelle einer früheren errichtet.
2002 entstand bei einem internationalen Bildhauersymposium entlang der Ahr der Skulpturenweg Bad Neuenahr-Ahrweiler. Er ist gleichzeitig ein Teilstück des Skulpturenwegs Rheinland-Pfalz.
Regelmäßige Stadtführungen finden während der Hauptsaison für Touristen statt.
Oberhalb des Stadtteils Marienthal befand sich der inzwischen aufgegebene und weitgehend rückgebaute Ausweichsitz der Verfassungsorgane des Bundes, der im Verteidigungsfall zentralen Bundesorganen eine atomsichere Zuflucht bieten sollte. Ein kleiner, vom Rückbau ausgenommener Teil dieses „Regierungsbunkers“ ist im Jahr 2007 als Museum des Kalten Krieges eröffnet worden. Bekannt ist auch die Ruine des Augustinerinnen-Klosters.
Im Ortsteil Ramersbach befindet sich eine im Jugendstil erbaute Kirche. St. Barbara wurde 1908 gebaut und feierte 2009 das 100-jährige Bestehen. Zu diesem Anlass wurde 2008 eine Chronik erarbeitet.
Der Kölner Künstler Gunter Demnig hat 2012 und 2014 in Bad Neuenahr-Ahrweiler insgesamt 72 Stolpersteine verlegt, siehe Liste der Stolpersteine in Bad Neuenahr-Ahrweiler.

### Veranstaltungen

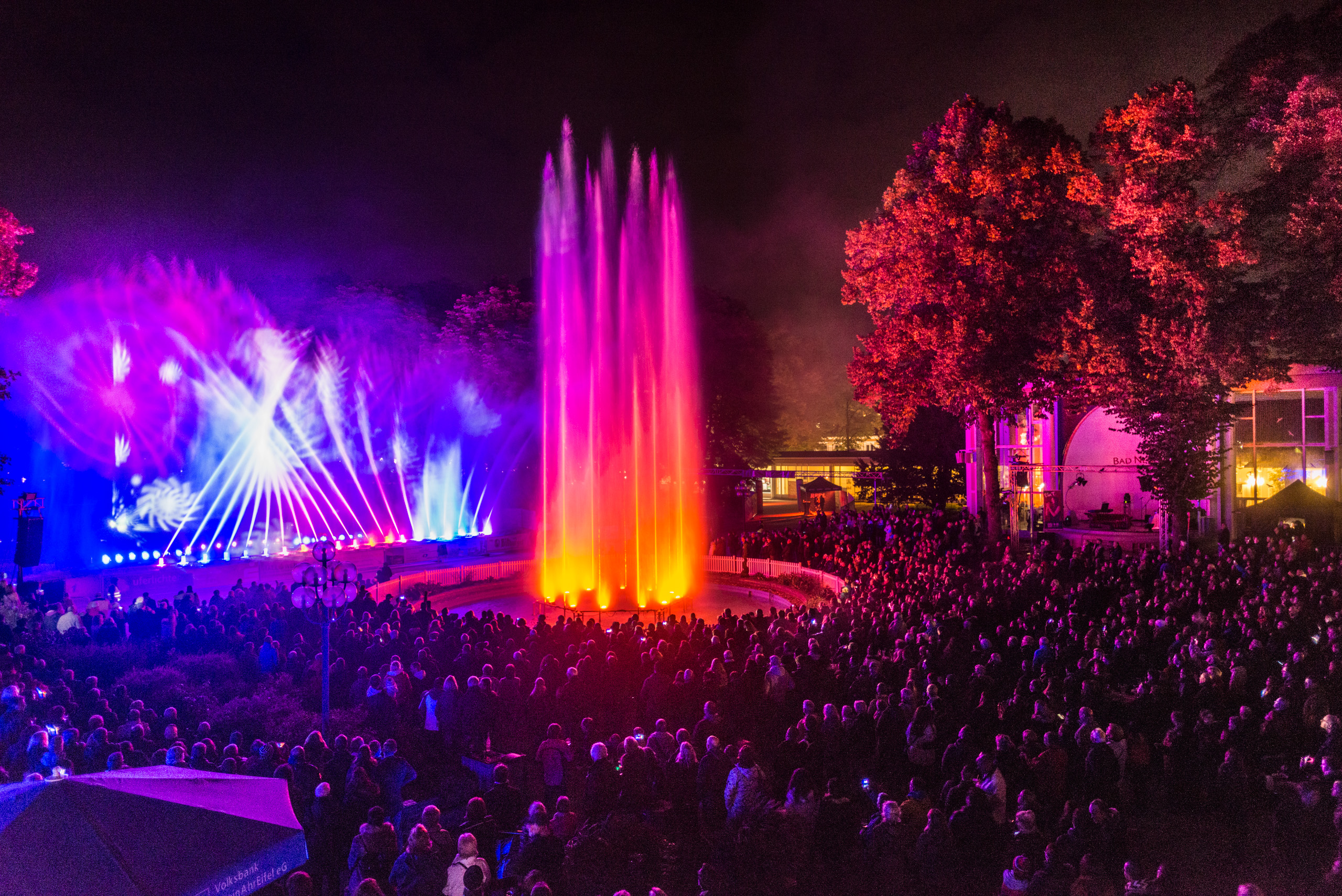
Klangwelle im Kurpark (Oktober 2016)

Zu den bekanntesten Veranstaltungen in der Stadt Bad Neuenahr-Ahrweiler zählt unter anderem die Klangwelle, die seit 2014 stets im Oktober über acht Tage im Kurpark stattfindet. Bei der Illumination von bis zu 30 Meter hohen Wasserfontänen wird synchron klassische und Popmusik gespielt. Ferner kommt Pyrotechnik zum Einsatz.
Weitere bedeutende Veranstaltungen sind der Ahrathon, ein 42 Kilometer langer Marathonlauf durch das Ahrtal; das Altstadtfest in Ahrweiler; das Fest der guten Laune in Bad Neuenahr, das Ahrtaler Gipfelfest, Rund um den Weckmann, zwei Weihnachtsmärkte (Uferlichter Bad Neuenahr und Weihnachtsmarkt Ahrweiler) sowie Wiener Klassik.

### Bildung

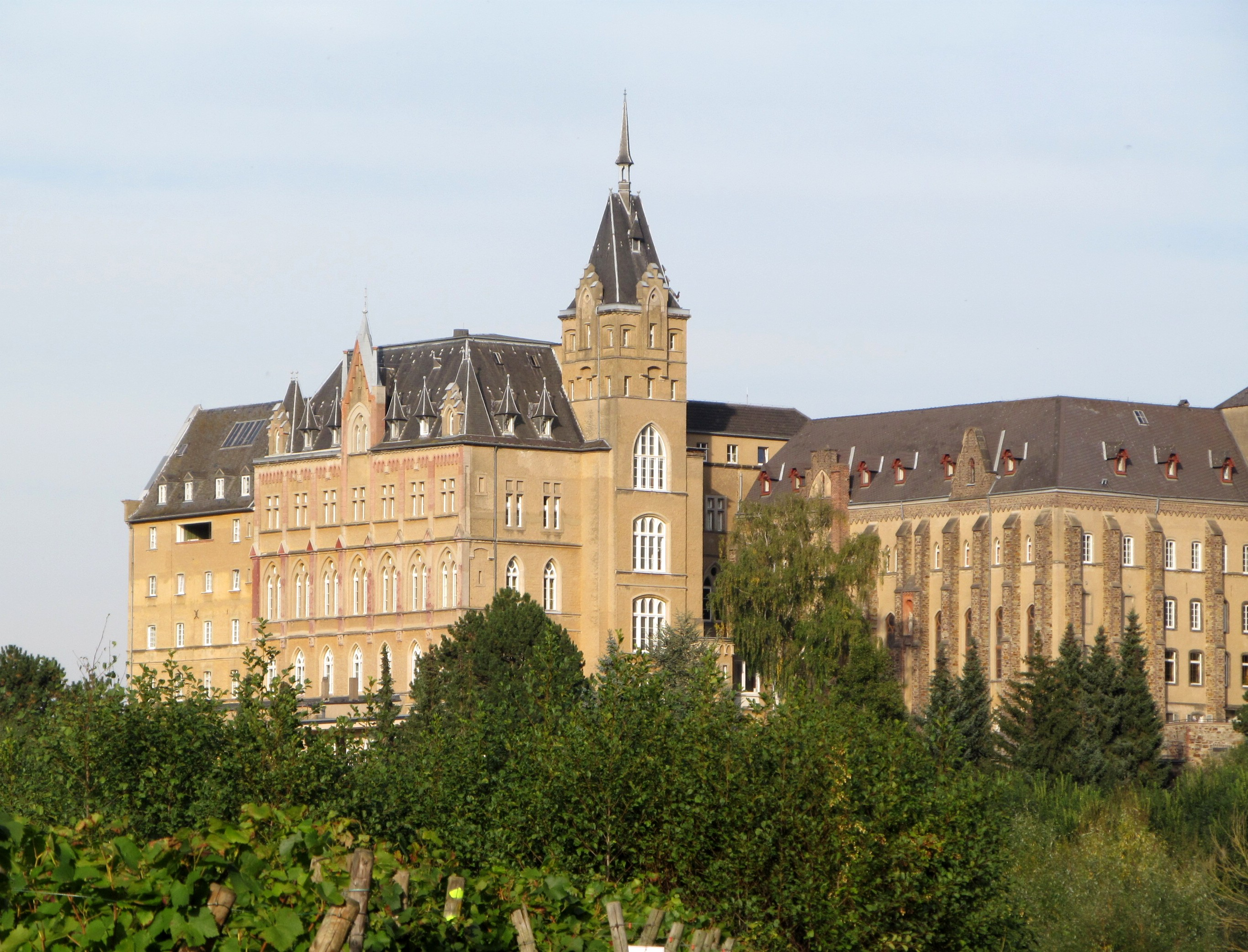
Klosterschule Calvarienberg in Ahrweiler

In Bad Neuenahr-Ahrweiler existieren zwölf Schulen, die von rund 5100 Schülern besucht werden.
Es gibt drei Grundschulen mit insgesamt rund 700 Schülern; je eine in den Stadtteilen Ahrweiler, Bad Neuenahr und Heimersheim. Gymnasien bestehen vier mit insgesamt rund 2900 Schülern: Im Stadtteil Bad Neuenahr sind das Peter-Joerres-Gymnasium, das Are-Gymnasium, das als Ganztagsschule organisiert ist, und die private Ganztagsschule mit Internat Carpe Diem (G9GTS) beheimatet. In Ahrweiler befindet sich die bis 2017 von den Ursulinen geführte Klosterschule Calvarienberg, welche seit 1997 koedukativen Unterricht erteilt und heute als Stiftung weitergeführt wird. Daneben gibt es eine Realschule (etwa 360 Schüler), die zur Klosterschule Calvarienberg gehört, sowie zwei Realschulen plus (die Philipp-Freiherr-von-Boeselager-Realschule und die Erich-Kästner-Realschule plus) mit insgesamt rund 930 Schülern. Ferner existieren zwei Förderschulen (Don-Bosco-Schule und Levana-Schule) mit insgesamt etwa 260 Schülern, eine berufsbildende Schule (rund 2700 Schüler) sowie die Privatschule Carpe Diem mit Internats-Anschluss.
Im Stadtteil Ahrweiler ist auf der Anhöhe Godeneltern die 1996 gegründete und letztlich 2021 umbenannte Bundesakademie für Bevölkerungsschutz und Zivile Verteidigung (BABZ) des Bundesamtes für Bevölkerungsschutz und Katastrophenhilfe (BBK) ansässig, welche als zentrale Ausbildungsstätte des Bundes im Bereich des Bevölkerungsschutzes fungiert.

### Sport
Der SC 07 Bad Neuenahr (offiziell Sportclub 07 Bad Neuenahr e. V.) war ein deutscher Fußballverein aus Bad Neuenahr-Ahrweiler mit den Vereinsfarben Rot und Schwarz. Aushängeschild des Vereins war die 1969 gegründete Frauenfußballabteilung, die 1978 die Deutsche Meisterschaft gewann. Der SC 07 war Gründungsmitglied der Frauen-Bundesliga und gehörte nach mehreren Auf- und Abstiegen von 1997 bis 2013 ununterbrochen dieser Spielklasse an. Nach einem Antrag auf Insolvenz wurde am 28. September 2013 der SC 13 Bad Neuenahr als reiner Frauenfußballverein gegründet, der im Januar 2014 die Nachfolge des SC 07 antrat.
Im Stadtteil Bad Neuenahr befindet sich eine 14-Platz-Tennisanlage auf der jährlich die „Nationalen Deutschen Tennismeisterschaften der Seniorinnen und Senioren“ stattfinden.

## Persönlichkeiten

### In Bad Neuenahr-Ahrweiler geboren
- Johannes Gamans (1606–1684), Jesuit und Historiker
- Georg Kreuzberg (1796–1873), Entdecker der Quelle des Apollinarisbrunnens
- Carl-Alexander von Ehrenwall (1855–1935), gründete 1877 die Dr. von Ehrenwall’sche Kuranstalt fur Gemüths- und Nervenkranke zu Ahrweiler.
- Albert Kreuzberg (1871–1916), Landrat des Kreises Schleiden
- Cyrillus Jarre (1878–1952), franziskanischer Märtyrer-Erzbischof in Jinan/China
- Pitt Kreuzberg (1888–1966), Maler
- Georg Kraft (1894–1944), Prähistoriker
- Carl Weisgerber (1891–1968), Landschafts- und Tiermaler
- Stefan Leuer (1913–1979), Kirchenbauarchitekt und Hochschullehrer
- Peter Recker (1913–2003), Glas- und Mosaikkünstler religiöser Motive
- Konrad Schubach (1914–2006), Landrat in Bitburg, Präsident des Regierungsbezirks Trier, Staatssekretär im Landwirtschaftsministerium Rheinland-Pfalz
- Winfried Boeder (1937–2023), Philologe (kaukasische Sprachen)
- Alfred Schüller (* 1937), Wirtschaftswissenschaftler
- Matthias Fell (* 1940), Leichtathlet, ehemaliger Präsident des Westdeutschen Volleyball-Verbandes
- Rolf Caesar (* 1944), deutscher Volkswirt
- Ulrich Nonn (1942–2023), Historiker
- Edgar Lersch (* 1945), Archivar und Medienhistoriker
- Ute Büchter-Römer (* 1946), Professorin für Musikpädagogik
- Gregor Lersch (* 1949), Florist
- Peter Berg (* 1957), Gartendesigner und Fachautor
- Hans-Georg Lippert (* 1957), Bauforscher
- Wolfgang Schlagwein (* 1957), Landtagsabgeordneter (Grüne)
- Hans Stefan Steinheuer (* 1959), Koch
- Horst Gies (* 1961), Landtagsabgeordneter (CDU)
- Jürgen Seul (* 1962), Lektor, Redakteur und Autor (juristische Publikationsreihe zu Karl May)
- Dieter Romann (* 1962), seit 2012 Präsident des Bundespolizeipräsidiums
- Heike Negenborn (* 1964), Malerin und Grafikerin
- Markus Stenz (* 1965), Dirigent
- Günther Grün (* 1965), Mathematiker und Hochschullehrer
- Tina Müller (* 1968), Wirtschaftsmanagerin
- Benedikt Vallendar (* 1969), Autor und Publizist
- Marc Kochzius (* 1970), Meeresbiologe und Hochschullehrer
- Holger Gies (* 1972), Physiker und Hochschullehrer
- Rolf Kreyer (* 1973), Anglist und Hochschullehrer
- Marc Metzger (* 1973), Komiker
- Björn Glasner (* 1973), Radrennfahrer
- Jan van Eijden (* 1976), Bahnradsportler
- Pierre Kaffer (* 1976), Automobilrennfahrer
- Sarah Progin-Theuerkauf (* 1978), Rechtswissenschaftlerin und Hochschullehrerin
- Bianca Rech (* 1981), Fußballspielerin
- Mandy Gieler (geborene Großgarten) (* 1987), Weinkönigin 2010/2011
- Ricarda Funk (* 1992), Kanutin, Olympiasiegerin 2021
- Kilian Jakob (* 1998), Fußballspieler
- Eva Lanzerath (* 1998), deutsche Weinkönigin 2020/2021
- Majtie Kolberg (* 1999), Mittelstreckenläuferin

### Mit Bad Neuenahr-Ahrweiler verbunden
- Nikolaus Heyendal (1658–1733), Theologe und Abt der Abtei Rolduc (ließ 1714 den zerfallenen Klosterrather Hof in Ahrweiler, heutiges First-Class-Hotel Rodderhof, wieder aufbauen)
- Karl Marx (1818–1883), 1877 letzter Aufenthalt in Deutschland als Kurgast in Bad Neuenahr im „Hotel Flora“[52]
- Peter Friedhofen (1819–1860), Kaminfegergeselle, Gründer der Barmherzigen Brüder von Maria-Hilf, übte sein Handwerk zuerst in Ahrweiler aus
- Wolfgang Müller von Königswinter (1816–1873), Arzt, Politiker sowie Dichter und patriotischer Lyriker, in Bad Neuenahr verstorben
- Franz von Chelius (1821–1899), Augenarzt und Chirurg (in Ahrweiler verstorben)
- Hermann Cuno (1831–1896), Architekt der 1872 erbauten Martin-Luther-Kirche in Bad Neuenahr
- Johannes Maria Assmann (1833–1903), katholischer Geistlicher und Feldpropst (Militärbischof) der preußischen Armee (verstorben bei einem Kuraufenthalt in Bad Neuenahr)
- Anton Fischer (Kardinal) (1840–1912), Erzbischof von Köln (1902–1912), verstorben in Bad Neuenahr während der Kur
- Armand Mieg (1834–1917), bayerischer Offizier und Waffenkonstrukteur (wurde bei einem Jagdausflug am 10. März 1917 von einem Jagdkameraden versehentlich angeschossen und erlag am darauffolgenden Tag seinen schweren Verletzungen in Ahrweiler)
- Peter Joerres (1837–1915), Historiker und Heimatforscher, 1908 Gründer des Ahrgau-Museums (das ehemalige Staatliche Neusprachliche Gymnasium Ahrweiler wurde 1984 in Peter-Joerres-Gymnasium umbenannt)
- Carlos Otto (1838–1897), Chemiker und Schüler Justus von Liebigs, Wegbereiter der Kohlechemie, Mitbegründer der Firma Dr. C. Otto & Comp. (in Ahrweiler verstorben)
- Josef Seché (1850–1901), Architekt der Bahnhofsgebäude in Ahrweiler und Bad Neuenahr (um 1880)
- Wilhelm Broekmann (1842–1916), Jurist, Amtsrichter in Ahrweiler und Mitglied des Deutschen Reichstags (in Bad Neuenahr verstorben)
- Blandine Merten (Schwester Blandine) (1883–1918), Ordensschwester und Selige (trat 1908 in die Ursulinenkongregation Calvarienberg in Ahrweiler ein; dort befinden sich auch ein „Blandinen-Archiv“ sowie ein „Blandinenmuseum“)
- Ebba Tesdorpf (1851–1920), hamburgische Zeichnerin und Aquarellistin (während eines Kuraufenthaltes in Ahrweiler verstorben)
- Paul Metternich (1853–1934), deutscher Diplomat (verstarb im Ortsteil Heppingen)
- Joseph Mausbach (1861–1931), Theologe und Politiker (Zentrum) (in Ahrweiler verstorben)
- Emma Trosse (verheiratete Külz-Trosse; 1863–1949), Autorin von wissenschaftlicher Literatur und Sachliteratur, Lehrerin, Schulleiterin und Dichterin, starb in Bad-Neuenahr-Ahrweiler
- Max von Schillings (1868–1933), Komponist, Dirigent und Theaterintendant (Skandal wegen Einweisung der Schwiegermutter in die Dr. von Ehrenwall’sche Klinik.[53] Der Jurist Paul Elmer, der sich damals für eine Reform des deutschen Irrenrechts einsetzte, diskutierte den Fall in einer Aufklärungsschrift mit dem Titel „Geld und Irrenhaus“ (1914))
- Antonius Mönch (1870–1935), römisch-katholischer Weihbischof in Trier („Mittlere Reife“ an der „Höheren Stadtschule“ in Ahrweiler)
- Nikolaus Irsch (1872–1956), Theologe, Philosoph und Kunsthistoriker (Kaplan in Ahrweiler; 1907 bis 1920 Oberlehrer am Progymnasium, heute Peter-Joerres-Gymnasium, in Ahrweiler; 1933 Päpstlicher Geheimkämmerer)
- Christian Hülsmeyer (1881–1957), deutscher Unternehmer, Erfinder, Hochfrequenztechniker (führte 1904 erste Versuche zur Ortung mit Hilfe von Radiowellen durch; verstorben in Ahrweiler)
- Kornelius Feyen (1886–1957), Pädagoge, Maler, Dirigent, Pianist und Sänger (während eines Kuraufenthaltes verstorben)
- Jacob Jacobson (1888–1968), deutsch-jüdischer Historiker und Experte für jüdische Genealogie, Archivar und Holocaustüberlebender, in Bad Neuenahr verstorben.
- Christine Demmer (1893–1969), Friseurmeisterin und Oppositionelle gegen den Nationalsozialismus (in Bad Neuenahr gelebt und verstorben)
- Friederike Nadig (1897–1970), Politikerin und eine der vier „Mütter des Grundgesetzes“ (nach der Machtergreifung mit Berufsverbot belegt fand sie 1936 in Ahrweiler wieder eine Anstellung als Gesundheitspflegerin)
- Georg Habighorst (1899–1958), Arzt (Sanitätsrat) in Ahrweiler und Politiker
- Werner Lindenbein (1902–1987), Agrikulturbotaniker und Saatgutforscher (in Ahrweiler verstorben)
- Georg Feydt (1907–1972), Ingenieur, langjähriger Leiter der Bundesschule des Technischen Hilfswerks in Marienthal und Leiter der Bundesschule des Katastrophenschutzes in Ahrweiler[54]
- Ida Noddack (1896–1978), deutsche Chemikerin, in Bad Neuenahr verstorben
- Heinrich Böll, Schriftsteller und Literaturnobelpreisträger, und Familie: In den Jahren 1943–1944 fand die Familie in einem Ahrweiler Hotel Zuflucht vor den Kölner Kriegswirren. Heinrich Böll lag im November 1944 im Neuenahrer Lazarett.[55]
- Heinz Korbach (1921–2004), Politiker (von 1965 bis 1973 Landrat des Landkreises Ahrweiler)
- Peter Gabrian (1922–2015), Maler, Grafiker und Bildhauer (lebte und arbeitete zuletzt in Bad Neuenahr-Ahrweiler; porträtierte Kurt Beck und Andrea Nahles)
- Johanna Pelizaeus (1824–1912), Pädagogin, Lehrerin und Schulgründerin des Pelizaeus-Gymnasiums in Paderborn (erste Anstellung als Lehrerin im Pensionat der „Ursulinen auf dem Calvarienberg“)
- Hans Bernhard Graf von Schweinitz (1926–2008), Ministerialbeamter, Politiker und Schriftsteller (lebte und arbeitete bis zu seinem Tod in Bad Neuenahr-Ahrweiler)
- Günther Steines (1928–1982), Leichtathlet; Bronzemedaillengewinner Olympische Sommerspiele 1952 in Helsinki mit der 4-mal-400-Meter-Staffel (zuletzt Studiendirektor am heutigen Peter-Joerres-Gymnasium)
- Ignaz Görtz (1930–2018), Heimatforscher und Archivar
- Friedhelm Brebeck (* 1934), Journalist, lebt seit seinem Ruhestand in Bad Neuenahr-Ahrweiler.
- Ernst Alt (1935–2013), Maler und Bildhauer (Bronzeportal der St.-Laurentius-Kirche in Ahrweiler)
- Florian Mausbach (* 1944), Stadtplaner, 1995–2009 Präsident des Bundesamtes für Bauwesen und Raumordnung (Der Teilerhalt des Regierungsbunkers der Bundesregierung in Ahrweiler als Museum des Kalten Krieges geht auf seine Initiative zurück.)
- Joachim Weiler (1947–1999), Politiker, bis zu seinem Tod Landrat des Landkreises Ahrweiler
- Walter Wirz (* 1947), Politiker, CDU-Landtagsabgeordneter des Wahlkreises Bad Neuenahr-Ahrweiler
- Ulrich Schmücker (1951–1974), Terrorist und V-Mann des West-Berliner Verfassungsschutzes (wuchs in Bad Neuenahr-Ahrweiler auf)
- Pen Cayetano (* 1954), Musiker und Maler aus Belize (siedelte 1990 nach Deutschland über und lebte bis 2009 mit seiner Familie in Ahrweiler)
- Rudolf Holze (* 1954), Chemiker und Hochschullehrer für physikalische Chemie und Elektrochemie (legte sein Abitur 1973 am Peter-Joerres-Gymnasium ab)
- Günter Ruch (1956–2010), Autor (lebte und arbeitete bis zu seinem Krebstod in Bad Neuenahr-Ahrweiler)
- Jörg Meyrer (* 1962), Buchautor und katholischer Priester in Ahrweiler
- Anno Saul (* 1963), Drehbuchautor und Filmregisseur (absolvierte 1983 sein Abitur am Peter-Joerres-Gymnasium Ahrweiler)
- Bernhard Weber (* 1969), Spieleautor, bestand sein Abitur 1988 am Are-Gymnasium Bad Neuenahr-Ahrweiler
- Sandra Minnert (* 1973), Trainerin des Frauenfußball-Bundesligavereins SC 07 Bad Neuenahr